# Air Nostrum
Air Nostrum is een regionale Spaanse luchtvaartmaatschappij met als thuishaven Valencia, Air Nostrum levert diensten als partner van Iberia Airlines. Zij levert vele binnenlandse en buitenlandse vluchten en ook privé chartervluchten. De luchtvaartmaatschappij is gestationeerd op de Luchthaven Valencia, met hubs op de Internationale Luchthaven Barcelona en de Internationale Luchthaven Madrid Barajas. Air Nostrum is onderdeel van de Brits-Spaanse luchtvaartgroep International Airlines Group.

## Code informatie
- IATA Code: YW
- ICAO Code: ANE
- Roepletters: Air Nostrum

## Geschiedenis
De luchtvaartmaatschappij werd gesticht in 1994 en begon in december 1995 diensten te leveren. In mei 1997 ondertekende Air Nostrum een overeenkomst met Iberia Airlines om een franchisebedrijf van Iberia Airlines te worden. Tussen 1999 en 2002 was het eigenaar van de Nederlandse luchtvaartmaatschappij Denim Air en zelf is Air Nostrum bezit van Nefinsa en Caja Duero.

## Luchtvloot
De luchtvloot van Air Nostrum bestaat uit de volgende vliegtuigen (in januari 2024):
| Vliegtuig          | Totaal      | Capaciteit  |
| Air Nostrum        | Air Nostrum | Air Nostrum |
| ------------------ | ----------- | ----------- |
| ATR 72-600         | 11          | 72          |
| Bombardier CRJ200  | 6           | 50          |
| Bombardier CRJ1000 | 25          | 100         |
| Totaal             | 42          |             |